# Atif Hussein
Atif Mohammed Nour Hussein (* 16. November 1967 in Ost-Berlin) ist ein deutscher Regisseur, Szenograf, Puppenbauer und -spieler. Er setzt sich zudem als Mitglied von Bühnenwatch gegen Darstellung von Rassismus auf deutschen Bühnen ein.

## Leben und Werk
Atif Hussein wuchs als Sohn einer Journalistin und eines Übersetzers in der DDR auf. Sein Vater war später beim Rundfunk tätig. Hussein hat sudanesisch-deutsche Wurzeln, was später im Rahmen seiner künstlerischen Laufbahn zu einer Auseinandersetzung mit Rassismus und Identität führte. Er studierte von 1992 bis 1996 Zeitgenössische Puppenspielkunst an der Hochschule für Schauspielkunst Ernst Busch in Berlin und absolvierte dort das Diplom.
Von 1995 bis 2002 hatte er Engagements als Schauspieler und Puppenspieler am Maxim Gorki Theater in Berlin, der Volksbühne am Rosa-Luxemburg-Platz, am Hans Otto Theater in Potsdam sowie am Renaissance-Theater Berlin und weiteren Häusern. Im Renaissance-Theater und am Hans-Otto-Theater war er erstmals als Ausstatter tätig, nachfolgend dann in München, Frankfurt am Main, Dresden, Erfurt und Freiburg im Breisgau.
1998 übernahm er die Produktionsleitung an der Oper Frankfurt. Von 1999 bis 2001 war Hussein am Schauspiel Frankfurt und Theater am Turm als Ausstatter beschäftigt, unter der Direktion seiner ehemaligen Kommilitonen der Abteilung Regie, Tom Kühnel und Robert Schuster, mit denen er in seiner Studienzeit bereits einige künstlerische Projekte umgesetzt hatte.
Seit 2000 führt Atif Hussein auch Regie, unter anderem am Theater Waidspeicher Erfurt, in Halle (Saale) (dort in drei Sparten: im Puppentheater, an der Oper und im Neuen Theater), im Residenztheater des Bayerischen Staatsschauspiels, am Badischen Staatstheater in Karlsruhe, im Schauspielhaus des Theater Magdeburg sowie am Ballhaus Naunynstraße in Berlin.
Von 2001 bis 2005 hatte er die Produktions- und Ausstattungsleitung am Puppentheater Halle inne und übernahm im Anschluss bis 2009 die Künstlerische Leitung des Puppentheaters und des Neuen Theaters.
Als Ausstatter stellt Atif Hussein auch eigene Puppen her, die über sehr realistische Gesichter und einen vollständigen Körper verfügen, ähnlich wie Suse Wächter. Über 100 Puppen hat Hussein zwischenzeitlich gebaut.
Von 2011 bis 2020 war Hussein Lehrbeauftragter im Studiengang Theaterpädagogik an der Hochschule für Musik und Theater Rostock.
Koproduktionen führten ihn unter anderem zu den Wiener Festwochen, den Bühnen der Stadt Köln, dem Staatsschauspiel Stuttgart, dem National Theatre Kampala in Uganda und dem 14th Street Playhouse in Atlanta (Georgia, USA).
Seit Februar 2023 ist Atif Hussein Autor der Kolumne Grand Guignol im Opernhaus auf der Theaterrezensionen-Website Nachtkritik.de.

## Bühnenwatch
Atif Hussein ist Mitglied von Bühnenwatch, einem 2011 gegründeten Zusammenschluss aus Personen der Kunst, Wissenschaft und des Journalismus, der sich gegen rassistische Darstellungen auf deutschen Bühnen einsetzt. Im Februar 2012 war Hussein Teil einer Störaktion im Deutschen Theater, initiiert von Bühnenwatch, in welcher während einer Vorstellung von Dea Lohers Unschuld (Regie: Michael Thalheimer) nach dem ersten Auftritt des schwarz geschminkten Schauspielers Andreas Döhler, ein gutes Dutzend Personen stillschweigend den Saal verließen. Im Anschluss an die Vorstellung verteilten sie im Einverständnis mit dem Theater Handzettel an das Publikum, die über Blackfacing aufklären sollten. In einem daraufhin erschienenen Interview in dem Magazin Hinterland kritisierte Hussein auch Lohers Einleitung zum Stück Unschuld als „Rassismus in reinster Form“, weil sie dort zur Besetzung der beiden afrikanischen Figuren explizit schreibt, dass sie, wenn mit Schwarzen, nur mit ausgezeichneten Schauspielern besetzt werden sollten. Weiße Schauspieler seien dagegen grundsätzlich unmarkiert und könnten nach der Meinung von Loher grundsätzlich alles spielen. Mit einer Maske eben auch Personen anderer Ethnien.
Die durch Bühnenwatch ausgelöste Debatte über Blackfacing am Theater führte tatsächlich zu einem größeren Bewusstsein unter den Theaterschaffenden und wird deutlich seltener als Mittel verwendet.

## Theater

### Spiel
- 1995: Weihnachten bei Ivanovs. Regie: Tom Kühnel, Robert Schuster, Maxim Gorki Theater[9]
- 1995: Die Maßnahme. Regie: Rom Kühnel, Robert Schuster, bat Studiotheater[10]
- o. J.: Petruschka / Der holzgeschnitzte Prinz – Junge Deutsche Philharmonie, Berlin/Frankfurt am Main

### Regie
- 2005: Tyrannen nach Sophokles, Puppentheater Halle (Regie/Text)
- 2006: Das Rheingold Oper Halle (Regie)
- 2008: Der Gärtner, Deutschsprachige Erstaufführung, Puppentheater Halle (Regie)
- 2008: Das lächelnde Skelett Auftragsarbeit des Festivals Theater der Welt, Halle (Regie/Text)
- 2009: König Drosselbart, Puppentheater Halle (Regie)[11]
- 2009: Bis Denver, Theater Plauen/Zwickau (Regie)
- 2009: Emil und die Detektive, Staatsschauspiel München / Kampala (Regie)[12]
- 2010: Das Familienkochbuch, Theater Plauen/Zwickau (Regie)
- 2011: Major Dux oder der Tag an dem die Musik verboten wurde UA, Staatsschauspiel München / Kampala (Regie)
- 2010: Monsieur Ibrahim und die Blumen des Koran, Theater Waidspeicher Erfurt (Regie)
- 2012: Dr. Jekyll & Mr. Hyde, Theater Plauen/Zwickau (Regie)
- 2015: Olivia Wenzel – Mais in Deutschland und anderen Galaxien. Ballhaus Naunynstraße (Regie)[13]
- 2016: Small Town Boy. Staatstheater Karlsruhe (Regie)[14]
- 2017: Walkin Large, Ballhaus Nanystraße (Regie)
- 2018: Die Geschichte vom Soldaten, Radialsystem Berlin (Regie)
- 2019: Wenn es Nacht wird – Männer am Rande des Nervenzusammenbruchs, HfMT Rostock (Regie)
- 2024: Mithu Sanya – Identitty. Stadttheater Ingolstadt (Regie)[15]

### Ausstattung / Produktionsleitung
- 1998: Die Zauberflöte. Regie: Alfred Kirchner, Oper Frankfurt (Produktionsleitung)
- 1999: Das Bildnis des Dorian Gray, Puppentheater Halle (Ausstattung)
- o. J.: Die Feuersbrunst, Wiener Festwochen (Ausstattung)
- 2002: William Shakespeare – Der Sturm. Regie: Christian Tschirner, Christian Weise, Puppentheater Halle / Schauspiel Köln (Ausstattung)
- 2009: Virgin Queen UA, Kooperation Volksbühne am Rosa-Luxemburg-Platz, Puppentheater Halle, Staatsschauspiel Stuttgart (Produktionsleitung)
- 2014: Oscar. Regie: Moritz Sostmann. Puppentheater Magdeburg (Puppenbau)
- 2015: Und Pippa tanzt! Regie: Moritz Sostmann, Schauspiel Köln (Puppenbau)[16]
- 2020: "The Black Rider" Hommage an einen Trunkenen (Mörder). Regie: Astrid Griesbach, Musiktheater im Revier Gelsenkirchen (Kostüme/Puppenbau)[17]
- 2023: Meister Röckle. Ein Märchen nach Karl Marx. Regie: Les Dramaturx, Theater Magdeburg (Puppenbau)

## Preise
- Friedrich-Luft-Preis für die Inszenierung Weihnachten bei Ivanovs (Regie: Tom Kühnel / Robert Schuster) am Maxim Gorki Theater 1996.[18]
- Max-Reinhardt-Preis des Bundesministers für Wissenschaft und Forschung der Republik Österreich in Höhe von ÖS 70.000 ging 1995 an die Studierenden der Hochschule für Schauspielkunst Ernst Busch Berlin für ihre Produktion Die Maßnahme von Bertolt Brecht. Der Preis versteht sich als Auszeichnung des Gesamt-Kunstwerkes und aller daran Beteiligten.[19]